# Jan Schaffrath

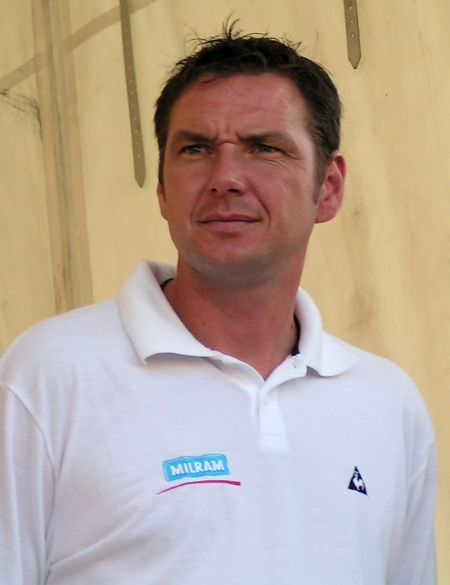
Jan Schaffrath bei der Deutschland Tour 2006 in Düsseldorf

Jan Schaffrath (* 17. September 1971 in Berlin) ist ein ehemaliger deutscher Radrennfahrer und Sportlicher Leiter.

## Karriere
Der 1,87 m große Schaffrath begann seine Karriere als Amateur beim Verein TSC Berlin und wurde 1997 Profisportler und fuhr danach acht Jahre lang, bis 2005, für das T-Mobile Team. In dieser Zeit trat er dreimal bei der Vuelta a España, zweimal beim Giro d’Italia und einmal bei der Tour de France an. Schaffrath galt als typischer Wasserträger und wichtiger Helfer seines Freundes und damaligen Teamkollegen Erik Zabel.

## Berufliches
Nach der Saison 2005 beendete Jan Schaffrath seine aktive Laufbahn und wurde zum 1. Januar 2006 Sportlicher Leiter beim Team Milram. Nach nur einem Jahr kehrte er zu seinem alten Radsportteam zurück und war dort bis zur Auflösung der Mannschaft im Jahr 2011 tätig. Danach wechselte er zusammen mit einigen Fahrern zusammen zum belgischen Team Omega Pharma-Quick-Step.
Schaffrath betreut außerdem die Eliteauswahl des Bund Deutscher Radfahrer bei Straßen-Weltmeisterschaften und Olympischen Spielen.

## Erfolge
1993
- Deutscher Meister Mannschaftszeitfahren

1994
- Weltmeisterschaften Mannschaftszeitfahren
- Militärweltmeister

1996
- Militärweltmeister